# Andrej Maťašík
Andrej Maťašík (10. července 1918, Vysoká nad Uhom – 21. října 1980, Bratislava) byl slovenský reformovaný duchovní a politik.
Po druhé světové válce působil jako generální tajemník Reformované křesťanské církve na Slovensku; později jako senior Bratislavského seniorátu a zástupce biskupa této církve.
Byl poslancem Národní rady za Demokratickou stranu.